# حفاظت محیط زیست

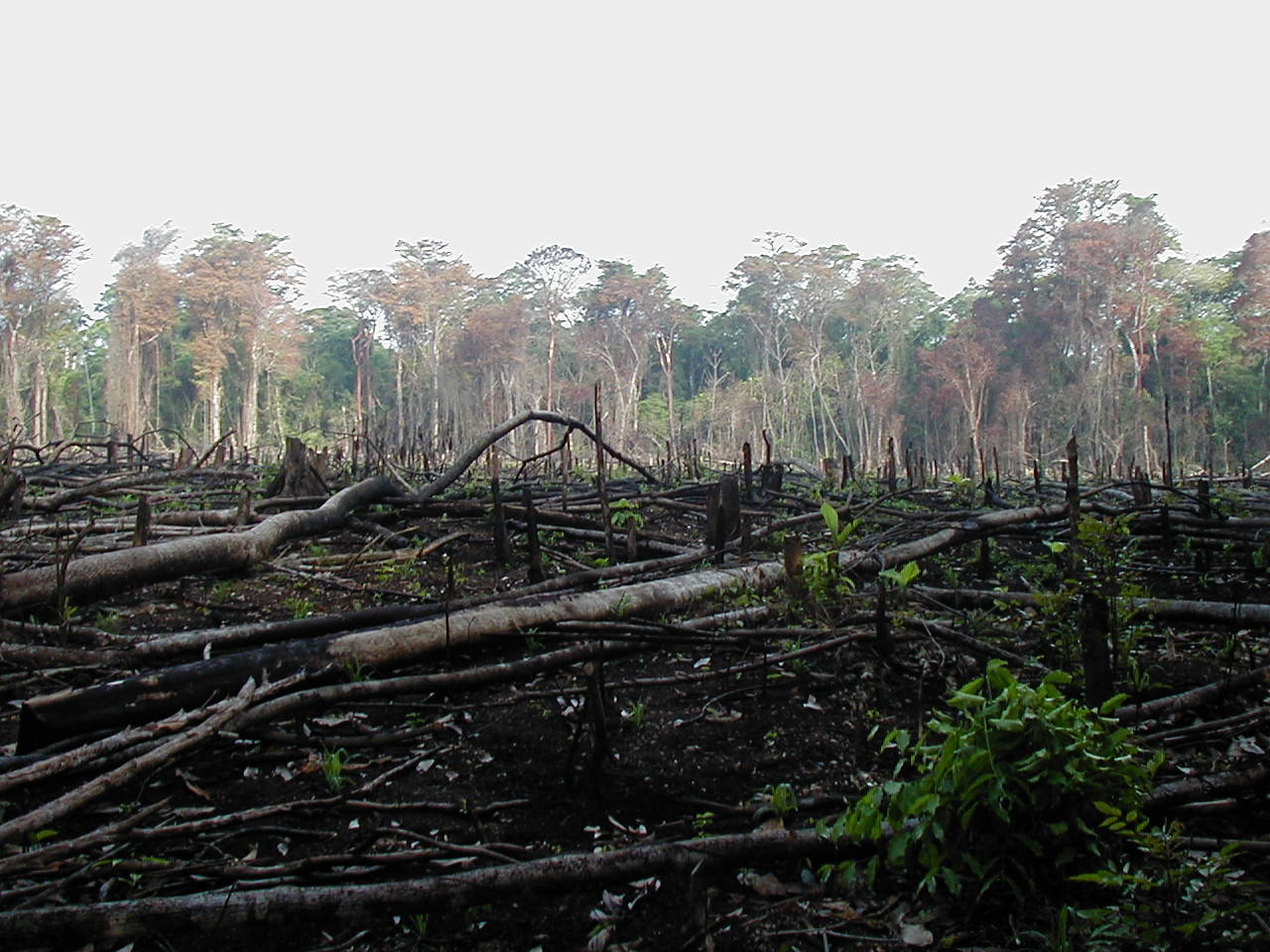
جنگل‌زدایی در جنوب مکزیک

حفاظت محیط زیست به هرگونه عملیاتی که برای نگهداری محیط زیست یا جلوگیری از تخریب آن صورت می‌گیرد، گفته می‌شود. حفاظت از محیط زیست، عبارتست از تلاشی که به منظور حفظ سلامتی محیط و انسان‌ها، در سطوح شخصی، سازمانی یا دولتی، از محیط طبیعی محافظت می‌کند. با توجه به رشد جمعیت و تکنولوژی، محیط بیوفیزیکی گاهی نادیده گرفته می‌شود. این موضوع باید به رسمیت شناخته شود و دولت‌ها باید محدودیت‌هایی علیه فعالیت‌های تخریب محیط زیست ایجاد کنند. از سال ۱۹۶۰، جنبش‌های فعال زیست‌محیطی ایجاد شده‌اند که از مسائل مختلفی در این زمینه اطلاع دارند. هیچ توافقی در مورد میزان اثر فعالیت‌های انسانی بر روی محیط زیست وجود ندارد و اقدامات حفاظتی گاهی مورد انتقاد قرار می‌گیرند.
موسسات علمی اکنون دوره‌های آموزشی را پیشنهاد می‌دهند، مثل مطالعات زیست‌محیطی، مدیریت محیط زیست و مهندسی محیط زیست، که تاریخچه و روش‌های حفاظت از محیط زیست را آموزش می‌دهند. حفاظت از محیط زیست احتیاج به توجه، به فعالیت‌های مختلف انسانی دارد. تولید زباله، آلودگی هوا و از بین رفتن تنوع زیستی (ناشی از معرفی گونه‌های مهاجم و گونه‌های در حال انقراض) بعضی از موارد مرتبط با حفاظت محیط زیست هستند.
حفاظت از محیط زیست تحت تأثیر سه فاکتور در هم آمیخته‌است: قوانین زیست‌محیطی، اخلاق و آموزش و پرورش. هر کدام از این سه فاکتور، هم در سطح تصمیمات بین‌المللی و هم در سطح ارزش‌های رفتاری و شخصی، بر محیط زیست تأثیر می‌گذارند. برای اینکه حفاظت از محیط زیست به واقعیت تبدیل شود، مهم است که جوامع، در این زمینه‌ها پیشرفت کرده و تصمیمات زیست‌محیطی را اتخاذ کنند.

## روش‌های حفاظت محیط زیست

### موافقت نامه‌های زیست‌محیطی داوطلبانه

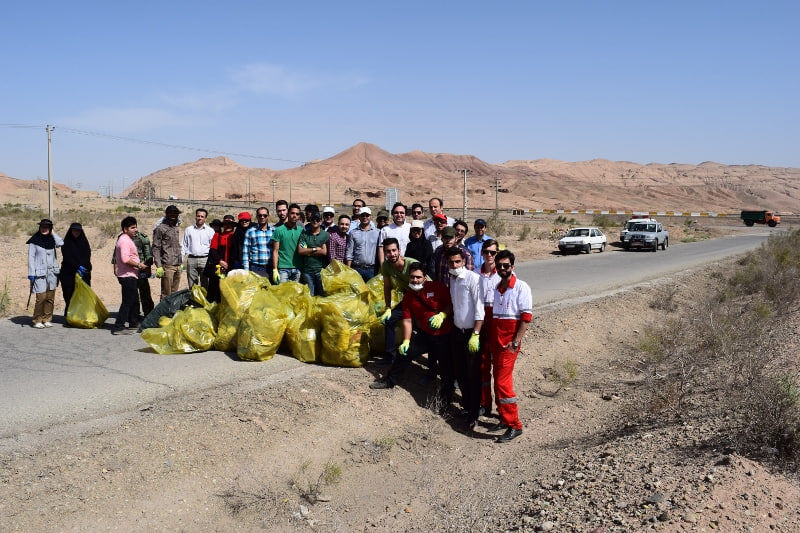
پروژه محیط زیستی ایران خانه پدری جهت کاهش مصرف کیسه های پلاستیک وجمع آوری کیسه های پلاستیکی رها شده در تقاطع اتوبان تهران گرمسار و محور گرمسار قم

در کشورهای صنعتی، موافقت نامه‌های زیست‌محیطی داوطلبانه، اغلب یک پلت فرم را به شرکت‌ها ارائه می‌دهند تا حرکت‌هایی فراتر از حداقل استانداردهای نظارتی را به رسمیت بشناسند و از گسترش بهتر فعالیت‌های زیست‌محیطی حمایت کنند. در کشورهای در حال توسعه، مثل آمریکای لاتین، این موافقت نامه‌ها معمولاً برای اصلاح سطح قابل توجهی از عدم رعایت مقررات اجباری استفاده می‌شوند. چالش‌هایی در چگونگی ایجاد اطلاعات پایه این توافق‌نامه‌ها، اهداف، نظارت و گزارش‌ها وجود دارد. با توجه به مشکلات ذاتی در ارزیابی اثر بخشی، آن‌ها اغلب مورد سؤال قرار می‌گیرند و ممکن است محیط زیست را تحت تأثیر منفی قرار دهند
امروزه مشکلات محیط زیستی رو به رشد بوده و فعالان محیط زیست ایده‌های بدیعی برای حفظ اکوسیستم ارائه می‌کنند. با این که تلاش‌های شماری در جهت حفظ زمین از فاجعه زیست‌محیطی صورت گرفته‌است، اما تهدید اکوسیستم از جهات مختلف همچنان ادامه داشته و ممکن است در نهایت موجب از بین رفتن آن شود. شاید فکر کنیم وظیفه فعالان محیط زیست است که اکوسیستم را حفظ کنند، اما نمی‌توانیم به این بهانه از زیر بار مسئولیت شانه خالی کنیم. این وظیفه همه ما است که جلوی تخریب زمین و طبیعت آن را بگیریم. ما که ساکنان کره زمین هستیم، لازم است که اقدامات فوری برای کاهش تمام احتمالات از دست رفتن این خانه زیبا و چیزهایی که در آن قرار دارد را انجام دهیم. اگر همه دست به دست هم بدهیم می‌توانیم تغییر اساسی ایجاد کنیم و شاید ظرف چند سال آینده ببینیم میزان ویرانی محیط زیست کاهش یافته‌است.

### روش اکوسیستم (بوم سازگان)
روش اکوسیستم با مدیریت منابع و حفاظت از محیط زیست، هدف در نظر گرفتن روابط متقابل پیچیده کل اکوسیستم، به جای پاسخ به مسائل خاص و چالش‌ها را، دنبال می‌کند. در حالت ایده آل، تصمیم‌گیری به این روش، فعالیتی مشترک برای برنامه‌ریزی و تصمیم‌گیری است که شامل طیف گسترده‌ای از سهامداران در سراسر دپارتمان‌های دولتی، همچنین نمایندگان صنعت، گروه‌ها و جوامع محیط زیستی می‌باشد. این روش، در حالت ایدئال، سبب تبادل بهتر اطلاعات، توسعه استراتژی‌های متضاد، با نتیجه و بهبود حفاظت محیط زیست منطقه‌ای می‌شود.

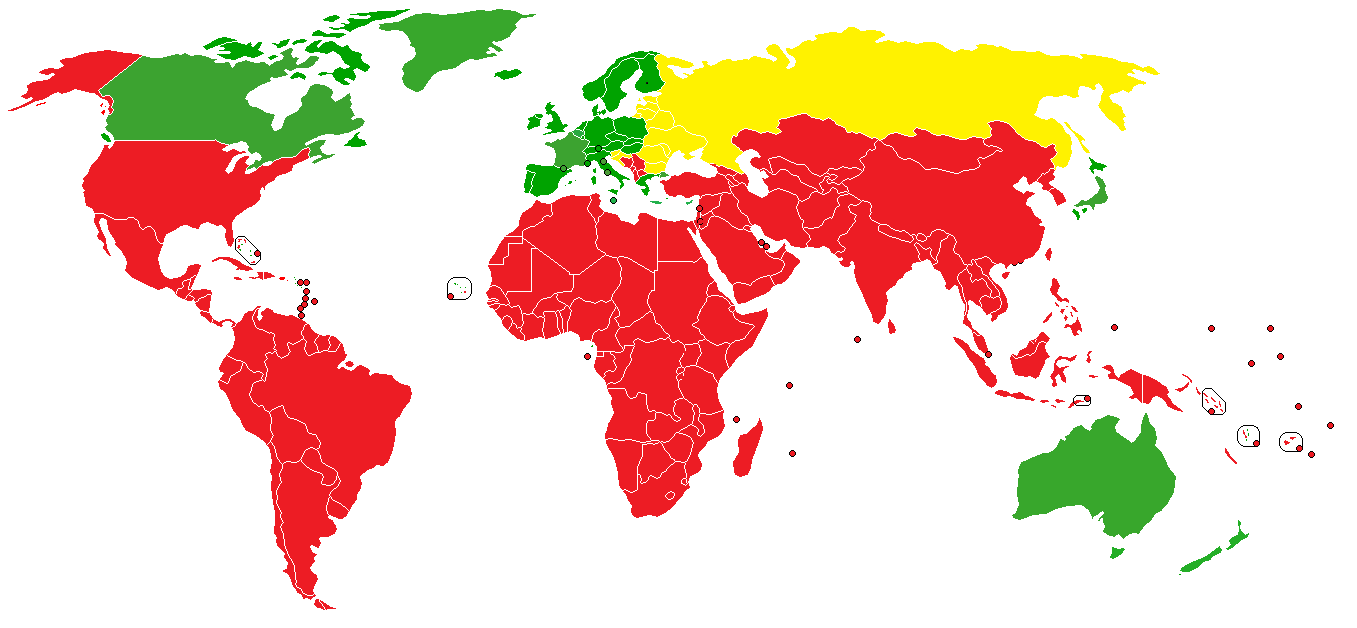
نقشه پروتکل کیوتو کشورهای سبز: متعهد کشورهای زرد: تعهد مشروط کشورهای قرمز: غیرعضو

### توافق‌نامه‌های بین‌المللی زیست‌محیطی
بسیاری از منابع زمینی آسیب‌پذیر هستند زیرا تحت تأثیر فعالیت‌های بشری می‌باشند، در نتیجه، بیشتر تلاش‌ها برای این است که توافق‌نامه‌ها را در کشورها گسترش دهند تا دولت‌ها با امضای آن، از آسیب‌ها جلوگیری یا تأثیر فعالیت‌های بشری بر روی منابع محیطی را مدیریت کنند. این توافق‌نامه‌ها می‌توانند شامل عوامل مؤثر بر روی آب و هوا، اقیانوس‌ها، رودخانه‌ها و آلودگی هوا باشند. وقتی از توافق‌نامه‌های بین‌المللی محیط زیستی پیروی نشود، آن‌ها به مفاد حقوقی در اسناد حقوقی نیاز پیدا می‌کنند. این توافق‌نامه‌ها دارای سابقه طولانی می‌باشند، برخی از توافقنامه‌های چند ملیتی پیش از این در ۱۹۱۰ در اروپا، آمریکا و آفریقا بسته شده‌اند.

## دولت‌ها
بحث در مورد حفاظت محیط زیست اغلب روی نقش دولت‌ها، مجلس و اجرای قانون تمرکز می‌کند. هر چند، در مفهوم گسترده، حفاظت محیط زیست وظیفه همه مردم است نه فقط دولت. بحث‌های مربوط به محیط زیست شامل طیف گسترده‌ای از ذی نفعان شامل صنعت، گروه‌های بومی، گروه‌های محیطی و نمایندگان جامعه می‌باشد. تصمیمات گرفته شده برای حفاظت محیط زیست بازتاب این طیف گسترده از ذی نفعان هستند و در بیشتر کشورها مشترک می‌باشند.
بسیاری از قوانین، حقوقی اساسی برای حفاظت از محیط زیست وضع می‌کنند و بسیاری از معاهدات بین‌المللی حق زندگی در محیط سالم را قائل‌اند. همچنین، بسیاری از کشورها، سازمان‌ها و آژانس‌هایی دارند که به حفاظت از محیط زیست اختصاص داده شده‌اند. در برنامه محیط زیست سازمان ملل، بخش حفاظت از محیط زیست بین‌المللی وجود دارد.
اگرچه حفاظت از محیط زیست تنها وظیفه آژانس‌های دولتی نیست اما این مراکز، در ایجاد و حفظ استانداردهای بنیادی حفاظت از محیط زیست و تعامل آن با مردم، اهمیتی اساسی دارند.

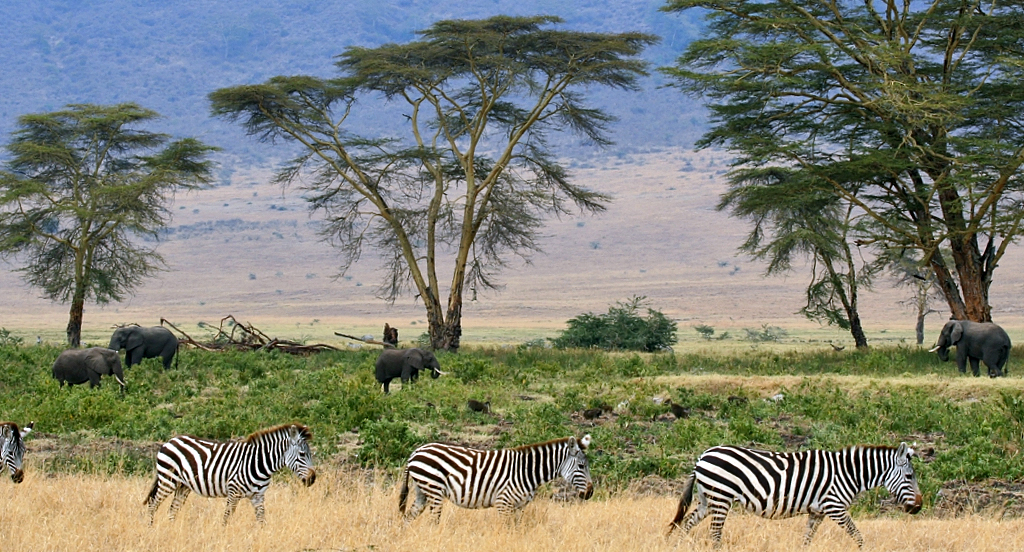
گورخرهای دشت سرجنتی تانزانیا

### تانزانیا
تانزانیا یکی از بزرگ‌ترین تنوع‌های زیستی را در میان کشورهای آفریقایی دارد. تقریباً ۴۰ درصد از زمین‌های آنجا در شبکه مناطق حفاظت شده شامل پارکهای بین‌المللی قرار دارند. نگرانی‌هایی که از بین رفتن محیط طبیعی به وجود می‌آورد، عبارتند از: صدمه به اکوسیستم و از بین رفتن زیستگاه ناشی از رشد جمعیت، گسترش کشاورزی برای امرار معاش، آلودگی، استخراج چوب و استفاده قابل توجه از چوب به عنوان سوخت.

#### تاریخچه حفاظت از محیط زیست
حفاظت از محیط زیست در تانزانیا در طول اشغال شرق آفریقا به وسیلهٔ آلمان آغاز شد (۱۸۸۴–۱۹۱۹) _ قوانین استعماری برای حمایت از جنگل‌ها تصویب شد که به موجب آن فعالیت‌های سنتی بومی مانند شکار، جمع‌آوری هیزم و چرای گاوها محدود شدند. در سال ۱۹۴۸، Serengeti به‌طور رسمی به عنوان اولین پارک ملی برای گربه وحشی در شرق آفریقا تأسیس شد. از سال ۱۹۸۳، از طریق ایجاد شورای ملی مدیریت محیط زیست (NEMC) و توسعه اقدامات زیست‌محیطی، تلاش‌های گسترده برای مدیریت مسائل زیست‌محیطی در سطح ملی انجام شده‌است.

#### حفاظت دولت
بخش محیط زیست، بدنه اصلی دولت در حفاظت محیط زیست است. این کار از طریق تدوین سیاست، هماهنگی و نظارت بر مسائل زیست‌محیطی، برنامه‌ریزی محیط زیست و سیستم‌های پژوهشی زیست‌محیطی انجام می‌گیرد. شورای ملی مدیریت محیط زیست (NEMC) یک مؤسسه است که اولین قوانین ملی مدیریت محیط زیست را در زمان تأسیسش در سال ۱۹۸۳ وضع کرد. این شورا در مشاوره به دولت‌ها و جوامع بین‌المللی در طیف وسیعی از مسائل زیست‌محیطی نقش دارد. NEMC هدفهای دنباله داری دارد که عبارتند از: ارائه مشاوره فنی، هماهنگی فعالیت‌های فنی، توسعه دستورالعمل‌های اجرایی و روند آنها، نظارت و ارزیابی فعالیت‌هایی که بر محیط زیست مؤثرند، ترویج و کمک به اطلاعات زیست‌محیطی و ارتباطات و پیشرفت دانش علمی.
سیاست‌های ملی محیط زیست در سال ۱۹۹۷ به عنوان یک چارچوب زیست‌محیطی در تانزانیا اتخاذ شدند. اهداف سیاست‌ها در لیست زیر وجود دارند:
- اطمینان از استفاده پایدار و عادلانه منابع، بدون صدمه محیط زیست یا به خطر انداختن سلامت و ایمنی
- پیشگیری و کنترل تخریب زمین، آب، گیاهان و هوا
- حفظ و تقویت میراث طبیعی و ساختهٔ بشر، شامل تنوع زیستی اکوسیستم‌های منحصر به فرد
- بهبود وضعیت و بهره‌وری از مناطق تخریب شده
- بالابردن سطح آگاهی و درک ارتباط بین محیط زیست و توسعه یافتن
- ارتقاء مشارکت فرد و جامعه
- ارتقاء همکاری‌های بین‌المللی

تانزانیا امضاکننده تعداد قابل توجهی از کنوانسیون‌های بین‌المللی شامل اعلامیه ریو برای توسعه، و محیط زیست در سال ۱۹۹۲، و کنوانسیون تنوع زیستی در سال ۱۹۹۶ می‌باشد. قانون مدیریت محیط زیست، ۲۰۰۴، اولین قانون جامع و چهارچوب بنیادی برای تصمیم‌گیری‌های مدیریتی زیست‌محیطی می‌باشد. ابزارهای سیاسی که بخش‌هایی از این عملکرد می‌باشند عبارتند از: ارزیابی اثرات شدید زیست‌محیطی، ارزیابی استراتژی‌های زیست‌محیطی و مالیات بر آلودگی صنایع خام و تولیدات. تأثیر این تحولات، تنها در طول زمان مشخص می‌شوند، همان گونه که نگرانی‌ها در مورد اجرای آن‌ها بر اساس این واقعیت، زمانی بروز می‌یابد که کمبود ظرفیت برای اجرای قوانین زیست‌محیطی و کمبود ابزار کار برای حفاظت از محیط زیست وجود داشته باشند.

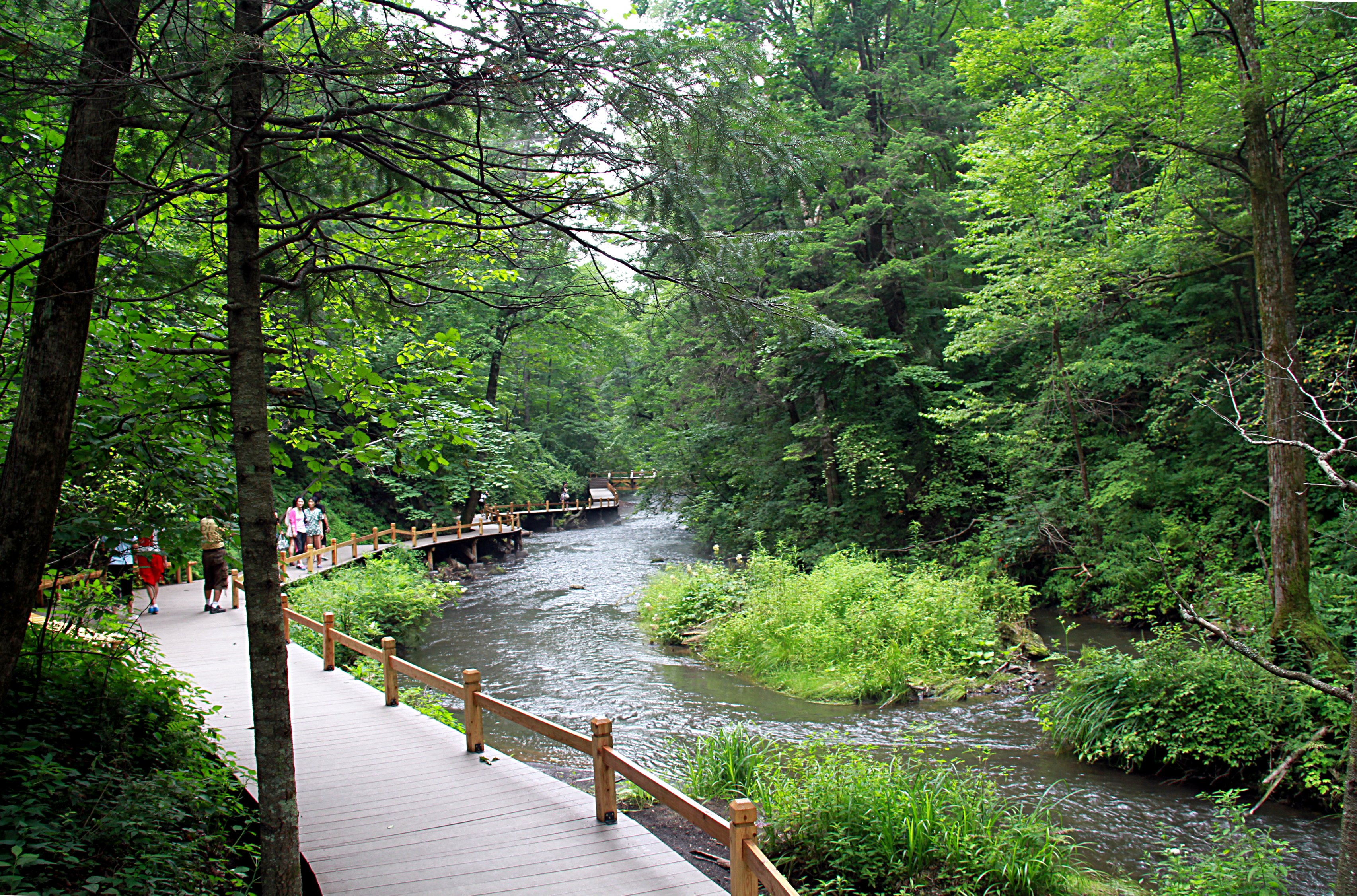
پارک جنگلی ملی لانگ وان کن، یک منطقه حفاظت شده ملی در شهر هیونان، چیلین، چین

### چین
حفاظت از محیط زیست در چین برای اولین بار در سال ۱۹۷۲ بر اساس تحریک کنفرانس سازمان ملل متحد در مورد محیط زیست انسانی در استکهلم، سوئد بود. بر این اساس، آن‌ها شروع به ایجاد آژانس‌های حفاظت از محیط زیست کرده و زباله‌های صنعتی را تحت کنترل درآوردند. چین یکی از اولین کشورهای در حال توسعه برای پیاده‌سازی یک استراتژی توسعه پایدار بود. در سال ۱۹۸۳ شورای دولتی اعلام کرد که حفاظت از محیط زیست باید یکی از سیاست‌های ملی اصلی باشد و در سال ۱۹۸۴ آژانس ملی حفاظت از محیط زیست (NEPA) ایجاد شد. پس از جاری شدن سیل در سال ۱۹۹۸ در رودخانه یانگزا، NEPA آژانس حفاظت از محیط زیست را به روز رسانی کردند (SEPA)، به این معنی که حفاظت از محیط زیست در حال حاضر در سطح وزرا اجرا شده‌است. در سال 2008 SEPA با نام صحیح خود شناخته شد Ministry of Environment Protection of the People’s Republic of China (MEP).
ابزارهای کنترل آلودگی در چین
| فرماندهی و کنترل                 | مشوق‌های اقتصادی                            | ابزار داوطلبانه          | مشارکت عمومی             |
| -------------------------------- | ------------------------------------------ | ------------------------ | ------------------------ |
| کنترل تخلیه آلودگی بر اساس غلظت  | هزینه مالیات آلودگی                        | سیستم برچسب زن محیط زیست | کمپین پاکسازی            |
| کنترل بر اساس جرم، در کل استان‌ها | جریمه عدم رعایت                            | سیستم ایزو ۱۴۰۰۰         | کمپین آگاهی از محیط زیست |
| ارزیابی اثرات زیست‌محیطی (EIA)    | تخلیه سیستم اجازه                          | تولید تمیزکننده          | شاخص آلودگی هوا          |
| برنامه سه‌گانه هماهنگ سازی        | هزینه انتشار گوگرد                         | NGOs                     | کیفیت آب                 |
| آخرین مهلت تجارت منتقل سازی      |                                            | جلسه اجازه اداری         |                          |
| کنترل تمرکز آلودگی               | یارانه برای محصولات صرفه جو در انرژی       |                          |                          |
| سیاست انطباقی دوگانه             | مقررات اعتباری به شرکت‌های با آلایندگی بالا |                          |                          |
| هزینه جبران خسارت زیست‌محیطی      |                                            |                          |                          |

آلودگی محیط زیست و تخریب محیط زیست منجر به ضرر و زیان اقتصادی برای چین شده‌است. در سال ۲۰۰۵، زیان‌های اقتصادی (مخصوصا از آلودگی هوا) ۷٫۷ درصد در GDP چین محاسبه شده بود. این درصد ۱۰٫۳ درصد در سال ۲۰۰۲ رشد داشته‌است و خسارت اقتصادی از آلودگی آب (۶٫۱ درصد) شروع به رشد کرد که دلیلش آلودگی هوا بود. چین یکی از کشورهای با عملکرد بالا از نظر رشد تولید ناخالصی داخلی می‌باشد (۹٫۶۴ درصد در سال گذشته). هر چند، رشد اقتصادی بالا فشار بسیار زیاد بر روی محیط داشته و تغییرات محیط زیست چهره چین را به یکی از بزرگ‌ترین کشورهای جهان تبدیل کرده‌است. در سال ۲۰۱۰ چین در رتبه ۱۲۱ در شاخص عملکرد زیست‌محیطی بین ۱۶۳ کشور قرار گرفت.
چین طرح‌هایی را برای افزایش حمایت از محیط زیست و مبارزه با تخریب محیط زیست تهیه کرده‌است:
- سرمایه‌گذاری چین در انرژی‌های تجدید پذیر با ۱۸ درصد رشد، در سال ۲۰۰۷ تا ۱۵٫۶ میلیون دلار افزایش یافت. (با محاسبهٔ حدود ۱۰ درصد، سرمایه‌گذاری جهانی در این زمینه)
- در سال ۲۰۰۸، هزینه‌های محیط زیست ۱٫۴۹ درصد GDP بود، بالای ۳٫۴ دفعه برای سال ۲۰۰۰
- تخلیه COD (مونوکسید کربن) و SO2 (سولفور دی‌اکسید) ۶٫۶۱ درصد و ۸٫۹۵ درصد در سال ۲۰۰۸ در مقایسه با سال ۲۰۰۵ کاهش داشته‌است.
- منابع حفاظت شده طبیعی در چین افزایش قابل ملاحظه‌ای یافته‌است. در سال ۱۹۷۸، تنها ۳۴ درصد در مقایسه با ۲٬۵۳۸ تا در سال ۲۰۱۰ وجود داشت. سیستم ذخایر طبیعی حفاظت شده در حال حاضر ۱۵٫۵ درصد از کل کشور را شامل می‌شود. این میزان بالاتر از میزان میانگین جهانی است.

هدف اصلی چین رشد در GDP در سه دهه گذشته با یک مدل توسعه غالب، به استفاده از منابع ناکارآمد و آلودگی بالا، برای رسیدن به GDP بالا بوده‌است. چین برای رسیدن به توسعه پایدار، باید حفاظت از محیط زیست را به عنوان بخش جدایی ناپذیر از سیاست‌های اقتصادی خود بهبود دهد.
به نقل از شنگسیان ژو رئیس MEP (2009): «سیاست اقتصادی خوب خط مشی زیست‌محیطی خوب است و ماهیت مشکل زیست‌محیطی، شکل تولید و مدل توسعه یک ساختار اقتصادی است.»

### اتحادیه اروپا
حفاظت از محیط زیست به عنوان وظیفه مهم برای نهادهای اتحادیه اروپا پس از پیمان ماستریخت به تصویب اتحادیه اروپا توسط همه کشورهای عضو رسیده‌است. در حال حاضر، اتحادیه اروپا در زمینه سیاست‌های زیست‌محیطی با دستورهای مهم کسانی که در ارزیابی اثرهای زیست‌محیطی هستند بسیار فعال بوده و دسترسی به اطلاعات زیست‌محیطی برای شهروندان در کشورهای عضو امکان‌پذیر می‌باشد.

### روسیه
حفاظت از محیط زیست در روسیه به عنوان بخش جدایی ناپذیر از امنیت ملی در نظر گرفته شده‌است. در آنجا یک نهاد دولتی مجاز _ وزارت منابع طبیعی و محیط زیست _ وجود دارد. هرچند مشکلات زیست‌محیطی زیادی نیز وجود دارند.

### آمریکای لاتین
برنامه محیط زیست سازمان ملل (UNEP) 17 کشور گوناگون را شناسایی کرده‌است. این لیست شامل ۶ کشور آمریکای لاتین می‌باشد: برزیل، کلمبیا، اکوادور، مکزیک، پرو و ونزوئلا. مکزیک و برزیل در میان بقیه برجسته هستند زیرا آن‌ها ناحیه بزرگی از آلودگی و تعداد گونه‌های بی‌شماری دارند. این کشورها نشانه یک نگرانی عمده برای حفاظت از محیط زیست هستند زیرا دارای قسمت زیادی جنگل زدایی، از بین رفتن اکوسیستم، آلودگی و رشد جمعیت می‌باشند.

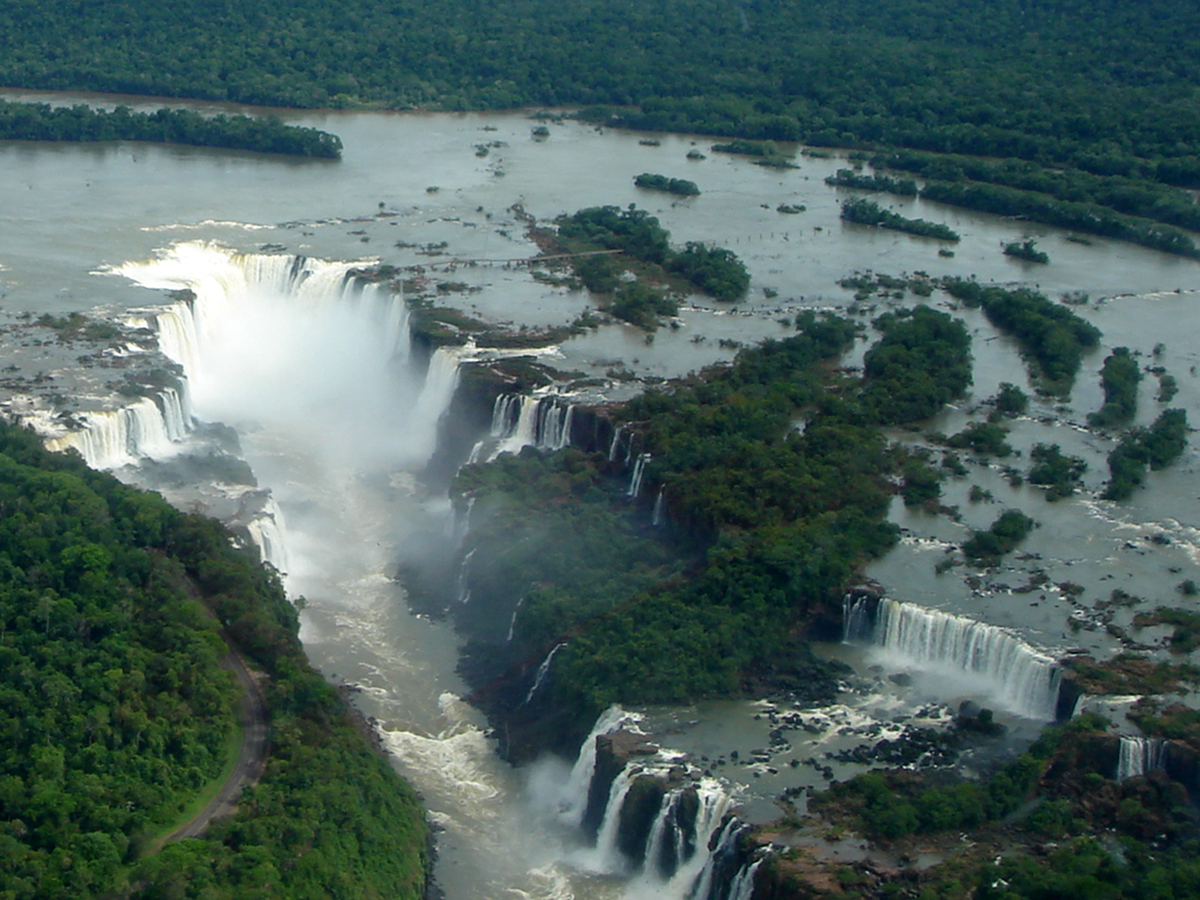
عکس سراسرنما از آبشار Iguacu در برزیل

#### برزیل
برزیل دارای بیشترین مقدار از جنگل‌های استوایی جهان است، km2 ۴٬۱۰۵٬۴۰۱ (۴۸٫۱٪ برزیل) متمرکز در منطقه آمازون. برزیل مرکز تنوع زیستی گسترده‌است. رتبه اول در میان کشورهای مختلف جهان، با داشتن بین ۱۵ تا ۲۰ درصد از ۱٫۵ میلیون گونه توصیف شده در سطح جهان.
بخش محیط زیست وزارت برزیل مسئول حفاظت از محیط زیست آنجا می‌باشد (در زبان پرتغالی: Ministério do Meio Ambiente, MMA). این سازمان در ابتدا به نام دبیرخانه ویژه محیط زیست در سال ۱۹۷۳ تشکیل شد (Secretaria Especial de Meio Ambiente)، چندین مرتبه نامش عوض شده‌است و در نهایت در سال ۱۹۹۹ نامش مورد قبول قرار گرفت. این وزارت خانه مسئول پرداختن به مسائل زیر است:
- یک سیاست ملی برای محیط زیست و منابع آب
- سیاست حفظ، حفاظت و استفاده پایدار از اکوسیستم، تنوع زیستی و جنگل
- پیشنهاد استراتژی‌ها، مکانیزم‌ها، ابزار اقتصادی و اجتماعی برای بهبود کیفیت محیط زیست و استفاده پایدار از منابع طبیعی
- سیاست‌هایی برای یکپارچه سازی تولید و محیط زیست
- سیاست‌های زیست‌محیطی و برنامه‌ریزی برای حقوق آمازون
- منطقه بندی ارضی زیست‌محیطی و اقتصادی

در سال ۲۰۱۱، مناطق حفاظت شده در آمازون تحت پوشش km2 2،۱۹۷٬۴۸۵ بودند (منطقه‌ای بزرگتر از گرینلند)، با واحد حفاظت، مانند پارک‌های ملی، با حساب بیش از نیمی از آن (۵۰٫۶٪) و مناطق بومی به نمایندگی از ۴۹٫۴٪ باقی مانده.

#### مکزیک
با بیش از ۲۰۰۰۰۰ گونه مختلف، مکزیک خانه ۱۰ – ۱۲٪ از تنوع زیستی جهان است، اولین مقام در رتبه‌بندی برای تنوع زیستی خزندگان و رتبه دوم در پستانداران، و تخمین زده می‌شود که بیش از ۵۰ درصد از گونه‌های گیاهی و حیوانات در مکزیک زندگی می‌کنند.
تاریخچه سیاست حفاظت از محیط زیست در مکزیک از سال ۱۹۴۰ با تصویب قانون حفاظت از خاک و آب شروع شد (در زبان اسپانیایی: Ley de Conservación de Suelo y Agua). سه دهه بعد، در آغاز دهه ۱۹۷۰، قانون جلوگیری و کنترل آلودگی ایجاد شد.
در سال ۱۹۷۲ اولین پاسخ مستقیم از دولت فدرال برای رسیدگی به اثرات بهداشتی در مورد مسائل زیست‌محیطی برجسته بود. این سازمان اداری، دبیرخانه‌ای برای بهبود وضعیت محیط زیست در وزارت بهداشت و رفاه تأسیس کرد.
دبیرخانه محیط زیست و منابع طبیعی، وزارت محیط زیست مکزیک است. این وزارت خانه مسئول پرداختن به مسائل زیر است:

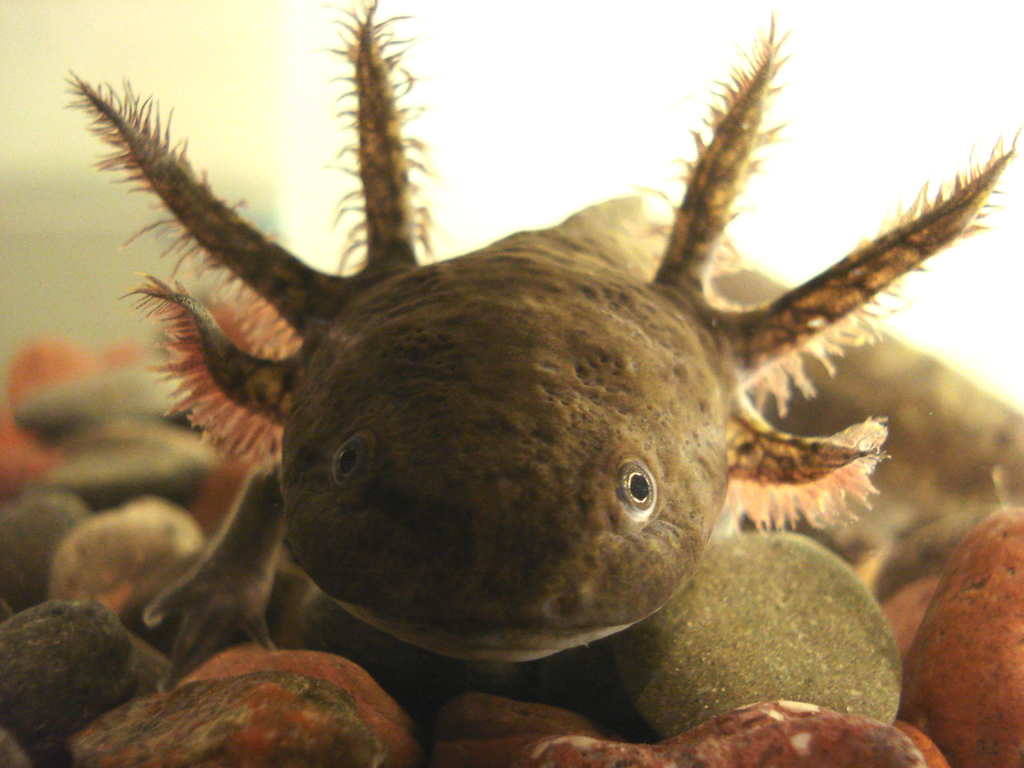
axolote یکی از گونه‌های بومی پارک مرکزی مکزیک

- ارتقاء سطح حفاظت، مرمت و حفاظت از اکوسیستم، منابع طبیعی، کالا و خدمات زیست‌محیطی و تسهیل استفاده از آن‌ها و توسعه پایدار
- توسعه و پیاده‌سازی یک سیاست ملی در منابع طبیعی
- ارتقاء مدیریت زیست‌محیطی در قلمرو ملی، در هماهنگی با تمام سطوح دولت و بخش خصوصی
- ارزیابی و ارائه تصمیم به اظهارات اثرات زیست‌محیطی برای پروژه‌های توسعه و پیشگیری از آسیب زیست‌محیطی
- پیاده‌سازی سیاست‌های ملی در تغییر آب و هوا و حفاظت از لایه اوزون
- کار مستقیم و مطالعات در هواشناسی ملی، سیستم‌های اقلیمی، هیدرولوژیکی و سیستم‌های زمین شناختی هیدرولوژیکی و شرکت در کنوانسیون‌های بین‌المللی این موضوعات.
- تنظیم و نظارت بر حفاظت از آبراه

در سال ۲۰۰۰، ۱۲۷ منطقه حفاظت شده وجود داشتند، در حال حاضر ۱۷۴ منطقه وجود دارد، پوشش منطقه‌ها به مساحت ۲۵٬۳۸۴٬۸۱۸ هکتار می‌باشند، افزایش مناطق محافظت شده فدرالی از ۸٫۶٪ به ۱۲٫۸۵٪ در مساحت آن می‌باشد.

### اقیانوسیه

#### استرالیا

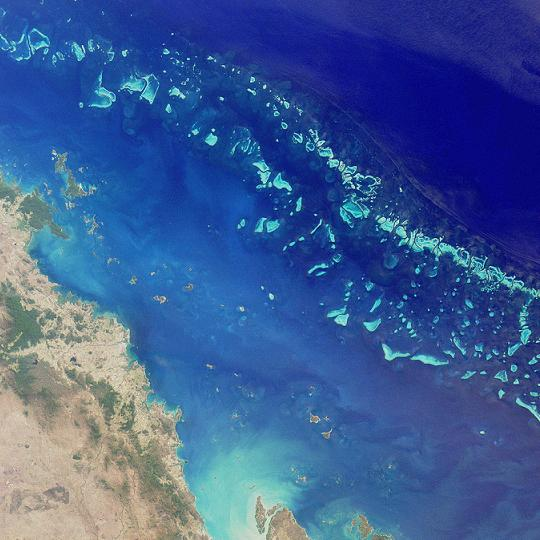
دیواره بزرگ مرجانی در استرالیا، بزرگ‌ترین صخره در جهان است

در سال ۲۰۰۸، ۹۸٬۴۸۷٬۱۱۶ هکتار از مناطق حفاظت شده زمینی وجود داشتند، که حدود ۱۲٫۸٪ از زمین‌های استرالیا می‌باشند. در سال ۲۰۰۲، آمار و ارقام نشان دهنده ۱۰٫۱٪ از مساحت زمینی و ۶۴٬۶۱۵٬۵۵۴ هکتار از مناطق حفاظت شده دریاییست که در حدود نیمی از ۸۵ ناحیه زیستی استرالیا می‌باشند.
حفاظت از محیط زیست در استرالیا، با شکل‌گیری اولین پارک ملی به نام پارک ملی رویال در سال ۱۸۷۹ آغاز شد. آن‌ها در دهه ۱۹۶۰ و ۱۹۷۰، با برنامه‌های بزرگ بین‌المللی مانند کنفرانس سازمان ملل متحد در مورد محیط زیست انسانی در سال ۱۹۷۲، کمیته محیط زیست سازمان همکاری اقتصادی و توسعه در سال ۱۹۷۰ و برنامه محیط زیست سازمان ملل متحد در سال ۱۹۷۲، شروع به پیشروی کردند. این رویدادها با افزایش آگاهی عمومی و حمایت، پایه‌گذاری شدند. قوانین زیست‌محیطی دولت، نامنظم و ناکافی بود تا زمانی که شورای محیط زیست استرالیا (AEC) و شورای وزیران حفاظت از طبیعت (CONCOM) در سال‌های ۱۹۷۲ و ۱۹۷۴ تأسیس شدند و انجمنی را برای هماهنگی سیاست‌های حفاظتی محیط زیست بین دولت‌ها و کشورهای همسایه ایجاد کردند. این شوراها توسط شورای حفاظت طبیعت استرالیا و نیوزیلند (ANZECC) در سال ۱۹۹۱ و در نهایت حفاظت محیط زیست و شورای میراث فرهنگی (EPHC) در سال ۲۰۰۱ جایگزین شدند.
در سطح بین‌المللی، قانون حمایت از محیط زیست و حفاظت تنوع زیستی در سال ۱۹۹۹، اولین قانون حفاظت از محیط زیست مشترک‌المنافع استرالیا است. مسائل نگران‌کننده راجع به اهمیت زیست‌محیطی ملی و بین‌المللی گیاهان، جانوران، جوامع زیست‌محیطی و میراث فرهنگی وجود دارند. همچنین صلاحیت هرگونه فعالیت انجام شده که تأثیر قابل توجهی بر روی محیط زیست دارند، توسط کشورهای مشترک‌المنافع تعیین می‌شوند. این قانون ۸ حوزه اصلی را پوشش می‌دهد:
- میراث فرهنگی ملی
- میراث جهانی یونسکو
- تالاب‌های کنوانسیون رامسر
- گونه‌های در معرض خطر در سراسر کشورها و جوامع زیست‌محیطی
- اقدامات و فعالیت‌های هسته‌ای
- دیوار مرجانی بزرگ پارک دریایی ریف
- گونه‌های مهاجر
- مناطق مشترک‌المنافع دریایی

زمین‌های مختلفی وجود دارند که با مشارکت مالکان بومی سنتی محافظت می‌شوند، مثل پارک ملی کاکادو، زمین‌های با تنوع زیستی فوق‌العاده مثل پارک ملی جزیره کریسمس، یا زمین‌هایی که دولت با آن‌ها همکاری می‌کند، مثل پارک ملی رشته کوه‌های آلپ استرالیا.
در سطح دولتی، اکثراً مسائل حفاظت از محیط زیست مسئولیت دولت است. هر ایالت در استرالیا سازمان و قوانین حفاظت از محیط زیست مربوط به خود را دارد. حوزه فعالیت این سازمان‌ها مشابه است و آلودگی منابع مهم مثل صنعت یا فعالیت‌های تجاری، منابع آب/خاک و مدیریت مواد زائد را پوشش می‌دهند. بیشتر زمین‌های محافظت شده با مصوبات کشوری در سطح‌های مختلف، توسط دولت مدیریت می‌شوند و مناطق حفاظت شده مثل بیابان، زمین‌های ملی و پارک‌های دریایی، جنگل‌های دولتی و مناطق حفاظتی توسط قوانین دولتی مدیریت می‌شوند. همچنین دولت‌ها قوانینی را برای محدودیت و حفاظت عمومی از هوا، آب و آلودگی صوتی اتخاذ کرده‌اند.
در سطح محلی، هر شهر یا شورای محلی مسئول مسائلی است که توسط دولت یا قوانین ملی پوشش داده نمی‌شوند. این موارد شامل منابع غیر مهم یا آلودگی‌های پراکنده مثل آلودگی رسوبات سایت‌های ساخت و سازی می‌باشد.
استرالیا رتبه دوم در شاخص توسعه انسانی در سال ۲۰۱۰ سازمان ملل متحد داشته و یکی از پایین‌ترین بدهی‌ها را نسبت به تولید ناخالص داخلی در میان کشورهای در حال توسعه دارد. با اینکه استرالیا در صادرات زغال‌سنگ جهان و انقراض گونه‌ها پیشرو می‌باشد، این مورد می‌تواند چشم‌انداز آینده در هزینه‌های محیط زیستی آنجا باشد. بعضی از مسئولیت‌های استرالیا نسبت به اصلاحات زیست‌محیطی انگیزه‌ای برای بقیه نقاط جهان ایجاد کرده‌است.

#### نیوزیلند
در سطح ملی، وزارت محیط زیست مسئول سیاست‌های زیست‌محیطی و وزارت حفاظت از محیط زیست به مسائل حفاظت از محیط زیست می‌پردازد. در سطح منطقه‌ای، شوراهای منطقه‌ای، قوانین و مسائل زیست‌محیطی را اداره می‌کنند.

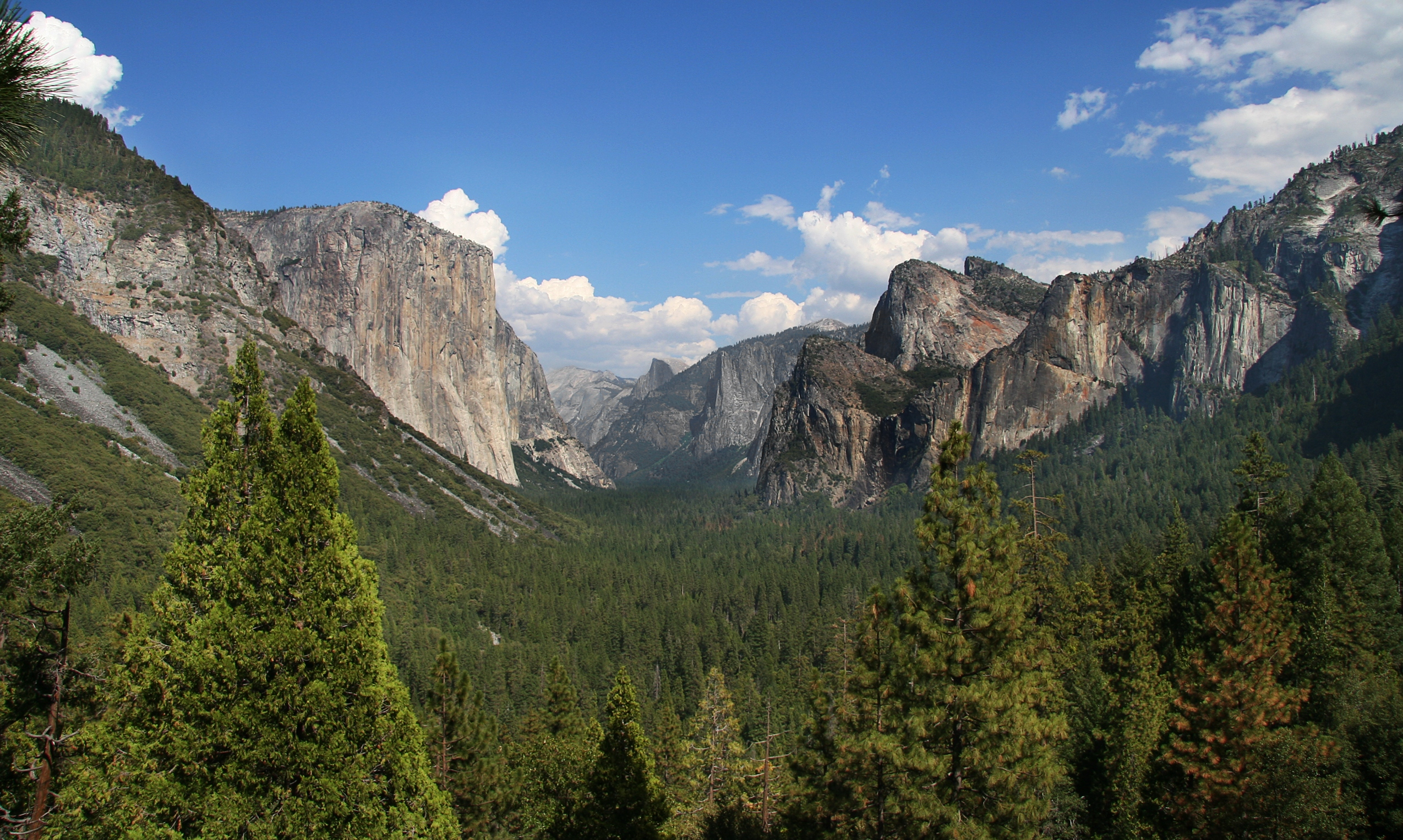
پارک ملی Yosemite در کالیفرنیا، اولین منطقه حفاظت شده در ایالات متحده

### ایالات متحده
از سال ۱۹۶۹، آژانس حفاظت از محیط زیست ایالات متحده (EPA) برای حفاظت از محیط زیست و سلامتی انسان‌ها شروع به کار کرد. کل ایالات آمریکا، بخش‌های حفاظت از محیط زیست مربوط به خود را دارند.
EPA «هفت اولویت برای آینده سازمان حفاظت محیط زیست» را پیش نویس کرده‌است، که شامل:
- اقدامات در مورد تغییرات اقلیمی
- بهبود کیفیت هوا
- اطمینان از ایمنی مواد شیمیایی
- پاکیزگی جوامع
- حفاظت از آب در آمریکا
- گسترش گفتگو در مورد محیط زیست و کار برای عدالت زیست‌محیطی
- ساخت دولت قوی و مشارکت‌های قبیله‌ای

## در ادبیات
آثار ادبی بسیار زیادی با تم حفاظت از محیط زیست وجود دارند اما برخی از آن‌ها برای تکامل، اساسی می‌باشند. چندین قطعه مثلA Sand County Almanac از آلدو لیپولد، تراژدی عمومی نوشته گرت هاردین و بهار خاموش نوشته ریچل کارسون به دلیل نفوذ گسترده خود به آثار کلاسیک تبدیل شده‌اند. حفاظت از محیط زیست در ادبیات داستانی و غیر داستانی وجود دارد. کتاب‌هایی مثل قطب جنوب و محاصره، همچنین لوراکس (کتاب) که موضوع حفاظت از محیط زیست دارند به یک استعاره محبوب برای حفاظت از محیط زیست تبدیل شده‌اند. " The Limits of Trooghaft " نوشته دزموند استوارت یک داستان کوتاه در مورد نگرش انسان نسبت به حیوانات می‌باشد. کتاب دیگری با نام "تاریخ مریخی" نوشته ری بردبوری در مورد بررسی مسائلی مثل بمب‌ها، جنگ‌ها، کنترل دولت و اثراتی که این مسائل می‌توانند بر روی محیط داشته باشند، می‌باشد.

## چالش‌ها
- مسائل اساسی در کشورهای در حال توسعه مثل برزیل و مکزیک اینست که مناطق حفاظت شده از تجاوز و مدیریت ضعیف رنج می‌برند. در برزیل، مناطق حفاظت شده رو به افزایش هستند اما چالش‌های مهمی به دلیل فعالیت‌های بشری وجود دارند. ورود به سیستم و ایجاد معدن، تهدید بزرگی برای مناطق حفاظت شده محسوب می‌شوند. بین سال‌های ۱۹۹۸ و ۲۰۰۹، km2 12،۲۰۴ از جنگل‌های مناطق حفاظت شده با ۱٬۳۳۸ معدن‌های در حال استخراج و ۱۰٬۳۴۸ در انتظار تصویب، پاکسازی شدند. برخی از افراد تصور می‌کنند که کشورهای در حال توسعه اگر می‌خواهند این مشکلات را حل کنند نیاز دارند که پول بیشتری از بودجه خود را به این موارد اختصاص دهند.
- دولت‌های آفریقایی با چالش‌های متعددی در پیاده‌سازی مکانیزم‌های حفاظت از محیط زیست روبرو هستند. در تانزانیا به عنوان مثال، فقدان منابع مالی برای مدیریت مناطق حفاظت شده، حکومت ضعیف و فاسد و موارد قابل توجه شکارهای غیرقانونی مسائل عمده‌ای هستند. همچنین با تخصیص زمین‌های بزرگی به پارک‌های ملی، مردم بومی مجبور به تغییر مکان شده‌اند که نتیجه آن عدم مشارکت محلی در تصمیم‌گیری‌های زیست‌محیطی می‌باشد. در نتیجه این مسایلی که نام برده شد اجازه ساخت «پارک‌ها با مردم»، به منظور تشویق حمایت بهتر از مدیریت و اهمیت به زمین‌ها داده شد.
- با توجه به شرایط آب و هوایی استرالیا که توسط بیابان‌ها و مناطق نیمه خشک احاطه شده‌است، بیشتر چالش‌های حفاظت از محیط زیست بر روی توانایی و مدیریت منابع آب متمرکز شده‌اند. حتی اگر این موضوع در مناطق بزرگ مورد تقاضا مثل حوضه موری دارلینگ ادامه یابد، چندین اتفاق اساسی در حفاظت محیط زیست اتفاق خواهند افتاد.

مطالعه موردی، سد رودخانه فرانکلین:
در سال ۱۹۷۹، ساخت سد برق آبی بر روی رودخانه فرانکلین در تاسمانیای غربی پیشنهاد شد. مزایای استفاده از این پروژه می‌تواند افزایش تولید قدرت و ایجاد موقعیت شغلی منطقه‌ای برای نرخ بالای بیکاری در تاسمانیا باشد. طرفداران حفظ منابع طبیعی در مورد غلظت بالای سایت‌های بومی که آخرین رودخانه وحشی استرالیا بود، نگران بودند. این موضوعات به سرعت با جنبش مقاومت انجمن بیابان تاسمانیا، بر روی حفاظت محیط زیست متمرکز شدند. این موقعیت از یک همه‌پرسی دولتی تا محاصره ساخت و سازهای عمومی تشدید شد که در نهایت منجر به مداخله قوه مقننه فدرال شده و دولت در دادگاه عالی به چالش کشیده شد. دولت اعلام کرد که پارک ملی رودخانه وحشی فرانکلین-گوردون در سال ۱۹۸۱، و بخشی از منطقه میراث جهانی بیابان تاسمانیا از دست رفته‌است.

## ضرورت حفاظت از محیط زیست

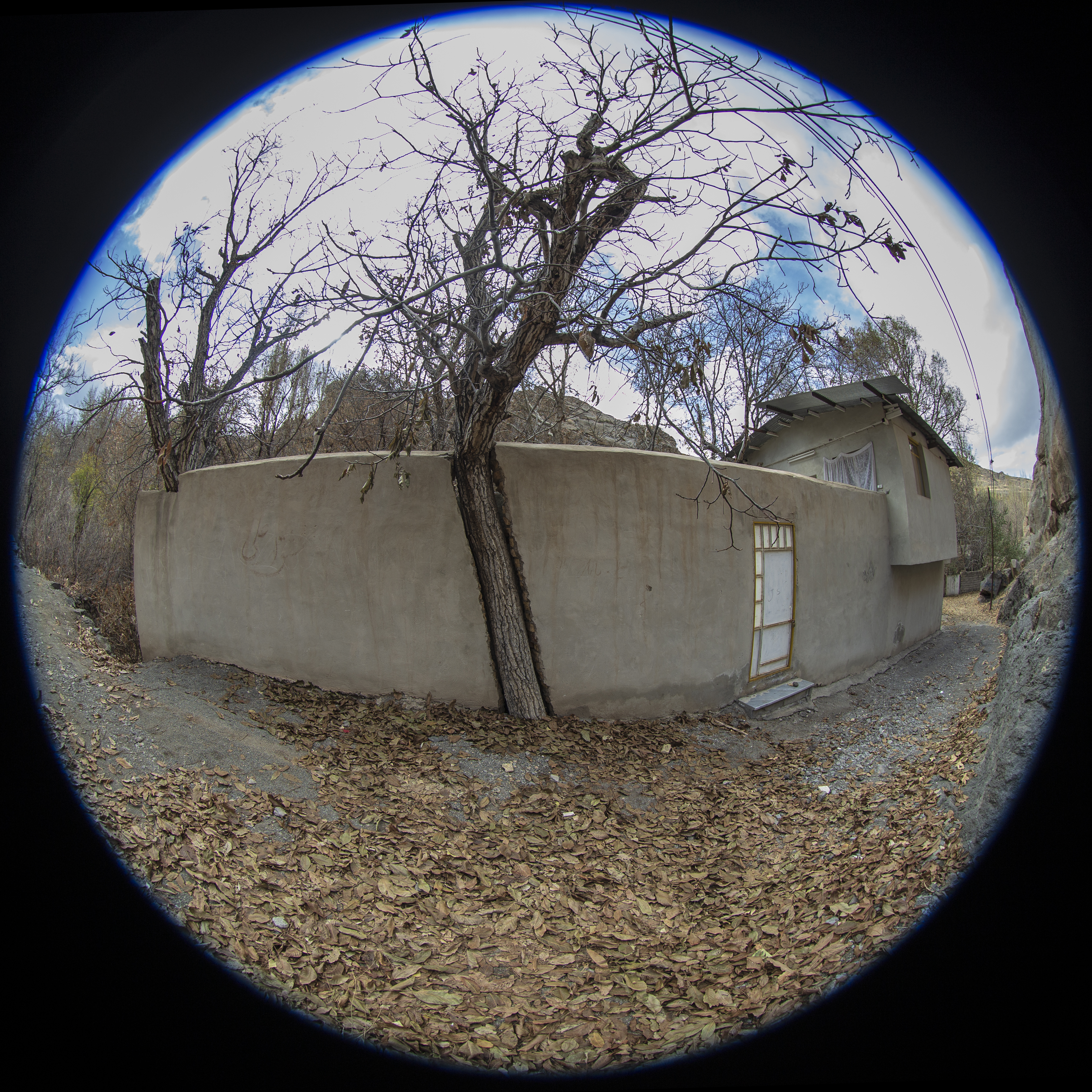
ضرورت حفظ درختان و احترام به محیط زیست، در طرح خانه سازی و توسعه مناطق مسکونی استان قم از نمای یک لنز چشم ماهی

حفاظت از موجودات زنده، به دلایل زیر ضروریست:
- حفظ زنجیرهٔ حیات: آسیب به محیط زیست، زنجیرهٔ حیات را دچار آسیب‌های جبران‌ناپذیری خواهد کرد.
- گنجینه درمانی: در آمازون، هند، آسیای جنوب شرقی و چین از گیاهان به منظور درمان استفاده می‌شود.
- انباری وسیع: طبیعت مخزن بزرگ مواد خوراکی است که هنوز چندان مورد استفاده قرار نگرفته‌است.
- معدنی برای صنعت: نشاسته‌ها، شیره بعضی از نباتات، روغن‌های گیاهی، چربی‌های گیاهی یا حیوانی، مدت‌هاست که کاربرد صنعتی دارند.